# 罗德史瓦兹
羅德史瓦茲（Rohde & Schwarz，首字母縮略字：R&S），是一家國際性專業量測、測試設備製造廠，1933年成立，總部位於德國慕尼黑。
在無線通訊量測、廣播發射系統、無線電通訊監測及定位、任務型通訊設備系統、以及設備校驗等領域擁有全球領導級地位。已在全球逾70個國家設有分公司，目前全球員工約13,800人。

## 外部連結
- 官方网站